# ليرا بوروديتسكي
ليرا بوروديتسكي (مواليد سنة 1976) (بالبيلاروسية: Лера Бородицкая) باحثة بيلاروسية متخصصة في العلوم الاستعرافية، وأستاذة في مجال اللغة والإدراك.
هي حاليا واحدة من المساهمين الرئيسيين في نظرية النسبية اللغوية.
عملت سابقًا في هيئة التدريس في معهد ماساتشوستس للتكنولوجيا وفي جامعة ستانفورد.